# 南阿爾卑斯山脈

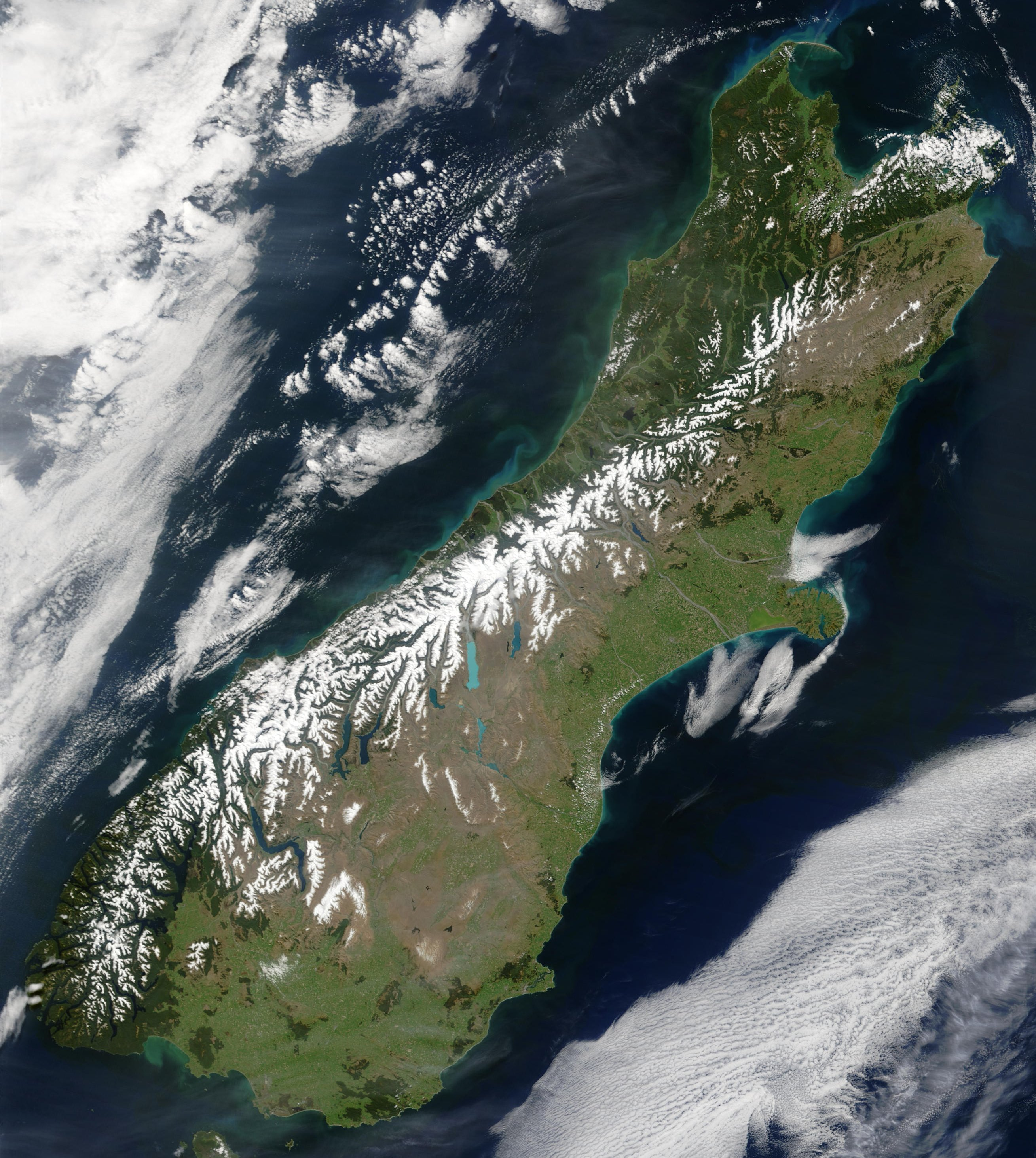
南島衛星照上可見被雪覆蓋的南阿爾卑斯山脈

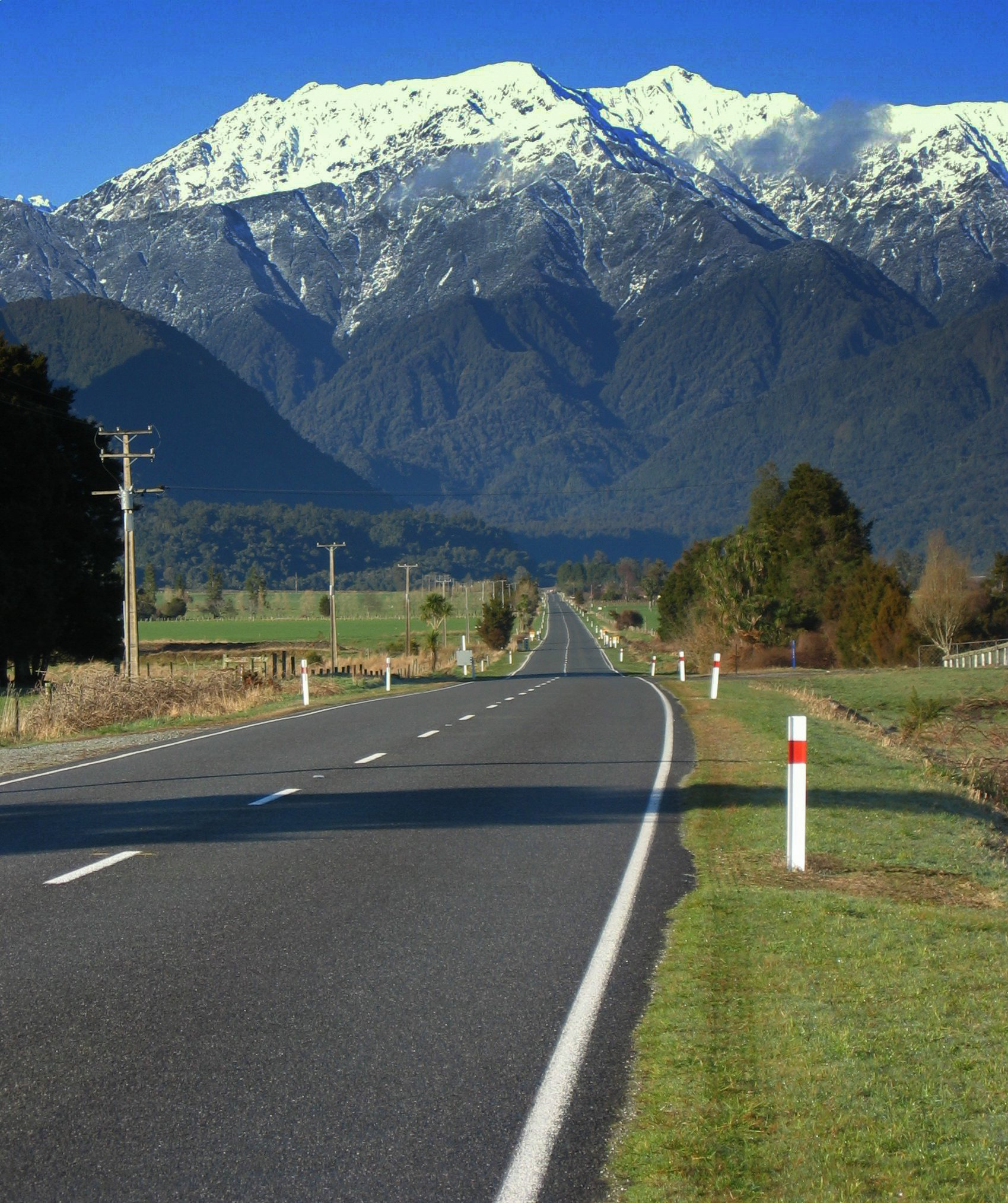
從路上眺望南阿爾卑斯山脈

南阿爾卑斯山脈（英語：Southern Alps）是位於紐西蘭南島西部的一條山脈，是整個南島的天然分水嶺。「南阿爾卑斯山脈」一般是用來泛指整座山脈，組成這座山脈的其他眾多小山脈有許多各自不同名稱。
庫克山是山脈的最高峰，高3,754公尺，此山脈另外還有16個超過3,000公尺的山峰。山脈大部份受到各個國家公園的保護，值得注意的有西部泰普提尼国家公园、亞斯派靈山國家公園和庫克山國家公園。南阿爾卑斯山有大約360條冰河，其中最大的是29公里長的塔斯曼冰川（Tasman Glacier）。
南阿爾卑斯山是由庫克船長在1770年3月23日所命名，用來描述此山脈「驚人的高度」。亞伯·塔斯曼在1642年對南島西岸的描述是「高舉起的土地」。
在地質學上，南阿爾卑斯山脈處於一個板塊邊緣區，是太平洋火環的一部份，產生於兩千五百萬至三千萬年前，西邊的印度澳洲板塊向東移，壓下東邊的太平洋板塊。因為地質構造壓力使得山脈不斷的升舉和產生地震，不過也被差不多同樣的速度侵蝕。
因為山脈與西行風垂直，因此為波浪滑翔提供了極好的條件。強盛西風也產生一種稱為西北雲弧（Nor'west arch）的氣候現象，含水份的空氣被推到山頂形成一片晴空中的一塊單獨雲層，這種景觀在坎特伯雷和北奧塔哥的夏季經常可見。還有一種稱為西北風（Nor'wester）的焚風，被山脈擋住強風的迫使潮濕空氣往上升和降雨，並在山的背風處形成乾燥熱風。